# Santa Fe de Valldeperes
Santa Fe de Valldeperes és una església a Valldeperes, antiga quadra del municipi de Navars (Bages), però alhora és més a prop de la vila de Cardona que del seu propi cap municipal. Aquest immoble forma part de l'Inventari del Patrimoni Arquitectònic Català.

## Arquitectura
Santa Fe de Valldeperes és un edifici d'una sola nau, amb un transsepte on s'acullen dues capelles amb retaules, i un absis orientat a llevant. Al transsepte sud de l'església hi ha el retaule barroc de Sant Isidre i al nord hi ha el retaule barroc-neoclàssic de la Mare de Déu del Roser.

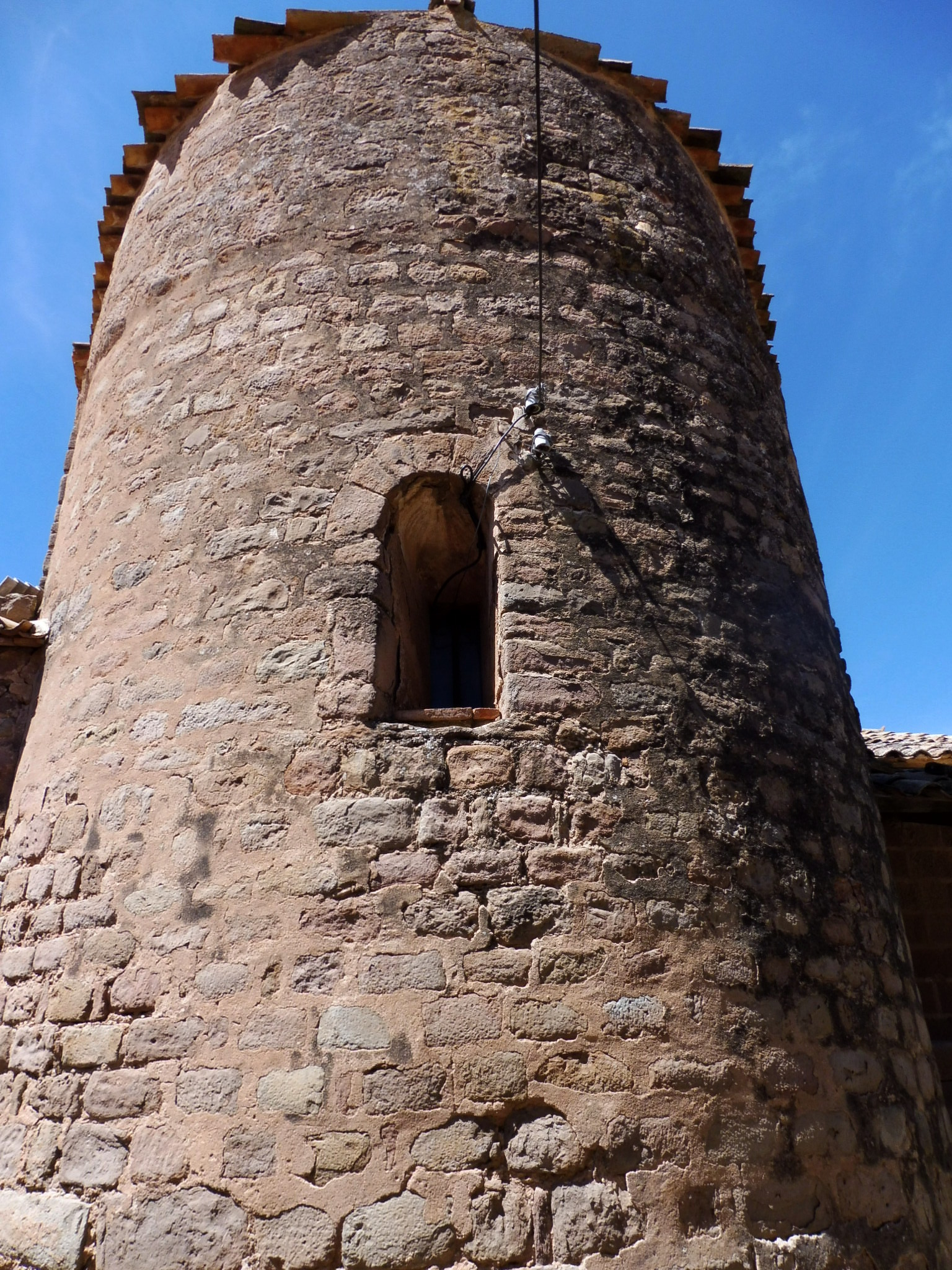
L'absis

La porta principal, orientada a migdia, té una llinda amb la data 1658. Sobre la porta, una finestra d'esqueixada rematada amb un senzill arc apuntat. Corona la façana un gros campanar d'espadanya de dos ulls. Al mur de llevant, al costat de l'absis hi ha un altre porta, orientada a la masia del Sunyer de Valldeperes, masia veïna a l'església.

## Notícies històriques
El topònim Valldeperes ja és esmentat en la documentació medieval, relacionat amb les possessions de Castelladral i el Mujalt. El fogatjament del 1365-70 consigna dins la vegueria de Manresa "Castell edral e vall de peres, d'en Pere de Vilalta, cavaller, XLIIII fochs". Lluís de Peguera a "Pràctica, forma i estil..." l'any 1632 estableix a Valldeperes entre els llocs que són del rei dins la vegueria de Manresa. Prop de l'església s'ha trobat moneda cardonina, en concret una pellofa pertanyent a l'església.